# Colere
Còlere (AFI: [ˈkɔːleɾe]; Còler [ˈkɔlɛɾ] in dialetto bergamasco) è un comune italiano di 1 072 abitanti della provincia di Bergamo in Lombardia. Si trova tra i 751 m s.l.m. della frazione Dezzo e i 2521 m s.l.m. della cima della Presolana.
Composto dal capoluogo e da dieci frazioni e situato sulla destra orografica del torrente Dezzo, in Valle di Scalve, dista circa 59 chilometri a nord-est dal capoluogo orobico. Fa parte della Comunità montana di Scalve.

## Storia

### L'antichità e le origini
Un vero e proprio Borgo "Colere" non è mai esistito, ma si intende Còlere come un nucleo di contradelle raccolte nella Conca della Presolana nord. L'origine risale a prima della dominazione romana, quando incominciarono a essere utilizzate le risorse minerarie che emergevano dal suolo situato ad altitudine di circa 2000 m.slm per trasformarle in rame, blenda e zinco della zona. Tale tesi è suffragata da ritrovamenti avvenuti in località Laghetto di Polzone e nella contrada Carbonera, che attestano l'esistenza di piccoli insediamenti.
Alcune leggende narrano di una cruenta battaglia avvenuta sulle pendici della Presolana, tra Carlo Magno e gli Alani ma la Treccani specifica che la battaglia potrebbe essere avvenuta tra i Romani comandati da Ricimero, che affrontò una parte degli Alani (popolo proveniente dall'Iran) e aggregati prima agli Unni e poi ai Visigoti, mentre erano diretti verso la Spagna.
Gli Alani furono annientati e nella zona del Laghetto di Polzone si rinvengono di tanto in tanto dei resti. Da qui il nome della Preso-Lana.

### Il Medioevo
I secoli successivi videro il borgo passare sotto il controllo del Sacro Romano Impero guidato da Carlo Magno, che donò l'intera zona ai monaci di Tours. Questi successivamente la permutarono in favore del vescovo di Bergamo, il quale diede investitura feudale alla famiglia Capitani proveniente dalla Valtellina.
Con decreto dell'imperatore Enrico II, agli scalvini si garantivano grandi privilegi e un'autonomia al limite dell'indipendenza. Questa favoriva l'esenzione del servizio militare, libertà di caccia e pesca, nonché sgravi fiscali e la possibilità di sfruttamento delle miniere presenti in zona, per fornire l'esercito imperiale. In seguito la famiglia feudataria dei Capitani venne scacciata e si costituì in Comune, governato da un Podestà a cui facevano capo le Vicinìe e cioè i singoli Borghi come Colere, che a loro volta avevano una piccola rappresentanza nel Comune.
A Colere non si insediarono mai nobili o ricchi borghesi ma solo manovalanza.

### La Serenissima
Con il passaggio alla Repubblica di Venezia, avvenuto nel XV secolo, Colere, come tutto il territorio scalvino, mantenne i privilegi conquistati precedentemente, con la medesima organizzazione, salvo che per il riferimento alla Repubblica di Venezia.
Il toponimo di Collere appare nella Galleria delle carte geografiche realizzata sulla fine del Cinquecento nel Palazzo Apostolico del Vaticano.

### L'età moderna
Soltanto nel 1797, con la fine della Serenissima e l'avvento della Repubblica Cisalpina, acquisì la propria autonomia comunale, inglobando nei propri confini anche la parte della contrada di Dezzo posta alla destra dell'omonimo torrente e il borgo di Teveno.
Lo status di comune durò poco più di un decennio, dopodiché venne nuovamente accorpato alla Repubblica di Scalve con sede di Vilminore, unitamente al vicino borgo di Azzone.

### L'età contemporanea
La fine della dominazione francese ebbe ripercussioni anche sulle piccole comunità scalvine che riacquisirono la propria autonomia, anche con le nuove delimitazioni territoriali: Colere perse Teveno.
Con l'attivazione dei comuni della provincia di Bergamo, in base al compartimento territoriale del regno lombardo-veneto, venne collocato, con 417 abitanti, nel distretto XIV di Clusone; fu confermato nel medesimo distretto in forza del successivo compartimento territoriale delle province lombarde. Nel 1853 fu inserito nel distretto XVI; a quella data era comune, con convocato generale, di 588 abitanti.
In seguito all'unione temporanea delle province lombarde al regno di Sardegna, in base al compartimento territoriale stabilito con la legge 23 ottobre 1859, il comune di Colere con 584 abitanti, retto da un consiglio di quindici membri e da una giunta di due membri fu incluso nel mandamento I di Clusone, circondario III di Clusone, provincia di Bergamo. Alla costituzione nel 1861 del Regno d'Italia, il comune aveva una popolazione residente di 677 abitanti (Censimento 1861). In base alla legge sull'ordinamento comunale del 1865 il comune veniva amministrato da un sindaco, da una giunta e da un consiglio. Nel 1867 il comune risultava incluso nel mandamento di Vilminore, circondario di Clusone e provincia di Bergamo. Popolazione residente nel comune: abitanti 711 (Censimento 1871); abitanti 787 (Censimento 1881); abitanti 766 (Censimento 1901); abitanti 964 (Censimento 1911); abitanti 1.008 (Censimento 1921). Nel 1924 il comune risultava incluso nel circondario di Clusone della provincia di Bergamo. In seguito alla riforma dell'ordinamento comunale disposta nel 1926 il comune veniva amministrato da un podestà
La frazione di Dezzo di Colere fu tra i paesi più colpiti dall'onda del Gleno il 1º dicembre 1923. Fu distrutto dalle acque assieme a Dezzo di Azzone e si contarono molte vittime.
L’autonomia comunale durò fino al 1927, anno in cui il regime fascista fece una grande opera di accorpamento tra parecchi comuni del regno d'Italia. Fu il caso anche di Colere, che si trovò nuovamente unito ad Azzone, con la denominazione di Dezzo di Scalve.
Soltanto nell'immediato dopoguerra, precisamente nel 1947, i comuni si separarono definitivamente - dopo che la cittadinanza di Colere aveva con un colpo di mano assaltato il Palazzo Comunale di Dezzo per riprendere possesso dell’archivio comunale, con Dezzo nuovamente relegato a ruolo di frazione, diviso a metà tra Colere e Azzone.

### Simboli
Lo stemma e il gonfalone sono stati concessi con decreto del presidente della Repubblica n. 4065 del 24 novembre 1983.
Il nero dello sfondo allude alle miniere esistenti nel territorio; il profilo delle quattro punte della Presolana dette delle Quattro Matte sono l'elemento paesaggistico caratteristico del territorio. La spada e il gladio ricordano la battaglia avvenuta nel V secolo tra gli Alani guidati da Biorgore e le truppe romane al comando di Ricimero.
Il gonfalone è un drappo troncato di bianco e d'azzurro.

## Monumenti e luoghi d'interesse

### Architetture religiose

#### Chiesa parrocchiale
La chiesa parrocchiale di San Bartolomeo risale alla fine del XVIII secolo e presenta discrete opere pittoriche.
Il "Cesulì", è l'antica parrocchiale risalente al 1400 e con molti rifacimenti fino al restauro degli anni '70 del XX secolo. È la chiesa più antica della Valle di Scalve. Vi si tengono cerimonie religiose, matrimoni e piccole mostre.

#### Santuario della Madonnina
Il Santuario della Madonnina è situato fuori dal centro abitato della frazione Dezzo di Scalve, è stato edificato nel XVII secolo su una preesistente edicola dove, secondo la tradizione, il 2 luglio 1654 un vecchio pastore malato, proveniente da Borno, ebbe la visione della Madonna, che lo guarì da sbocchi di sangue. In occasione dell'anniversario dell'apparizione, il 2 luglio si tiene ogni anno una grande festa.
Il santuario fu distrutto nel 1923 dal "Disastro del Gleno" e venne riedificato, sullo stesso luogo, due o tre anni dopo, su disegno dell'architetto Luigi Angelini, con il contributo importante se non essenziale, in termini finanziari e di prestazione gratuita di manodopera, da parte degli abitanti di Colere.
La piccola chiesa romanica di San Michele Arcangelo risalente al Cinquecento.

### Aree naturali

#### Grotta del ghiaccio
La suggestiva grotta del ghiaccio, nella zona del Monte Ferrante è così chiamata per la presenza, in ogni periodo dell'anno, di uno strato di ghiaccio, il cui fondo è raggiungibile anche nei periodi estivi mediante apposita attrezatura alpinistica.
Parco delle Orobie:
Tutto il territorio fa parte del "Parco delle Orobie Bergamasche" dove vigono rigide normative per la salvaguardia della flora e della fauna locale e ha il compito di valorizzare il territorio per l'utilizzo anche turistico.

## Società

### Evoluzione demografica
Abitanti censiti

## Geografia antropica

### Frazioni e località
Il Comune abbraccia le frazioni di Albarete, Cantoniera della Presolana, Carbonera, Castello, Dezzo di Scalve, Grana, Magnone, Valle Richetti, Valle Sponda, Valzella.

## Economia

### Settore primario
Fino agli anni 1970 la principale attività era quella estrattiva, con miniere di blenda e fluorite, risalente ai romani. Gestite poi da aziende italiane e francesi, fino all'arrivo della Montedison e poi dell'EGAM (ente minerario dell'Eni). Altre attività erano quelle di servizio alla comunità: idraulica, falegnameria, segherie, estrazione marmo nero venato bianco ecc. Alcune proseguono ancora.

### Settore secondario
Negli anni '70 del secolo XX l'amministrazione comunale realizzò una piccola area industriale, la prima della Lombardia in area montana, con insediamento di attività artigianali nel settore della meccanica e di collanti. Furono altresì ristrutturate le vecchie laverie del minerale, ricavandone locali per l'insediamento di Cooperative del settore dell'abbigliamento.

### Settore terziario

#### Turismo
Nel 1968 fu costruita la prima sciovia vicino al centro, installando anche il primo trampolino per il salto sugli sci è una pista di slittino. Negli anni '70, l'amministrazione comunale guidata da Franco Belingheri finanziò la costruzione della prima seggiovia che collega la frazione Carbonera alla Malga Polzone (1450 m.slm). Affidò la gestione a privati che costruzioni hotel e rifugio in quota. Fu il volano per far conoscere Colere per le piste da sci in inverno e per le innumerevoli escursioni in estate.
Nel 2010 fu realizzato anche un ecomuseo della miniere dedicato a Zanalbert Belingheri minatore e custode per decenni del Rifugio Albani, con una raccolta di reperti minerari e della montagna locale.

## Amministrazione
| Periodo | Periodo   | Primo cittadino      | Partito                         | Carica      | Note |
| ------- | --------- | -------------------- | ------------------------------- | ----------- | ---- |
| 1956    | 1964      | Ignazio Belingheri   | Democrazia Cristiana            | Sindaco     |      |
| 1964    | 1970      | Lazzaro Bettineschi  | Democrazia Cristiana            | Sindaco     |      |
| 1970    | 1985      | Franco Belingheri    | Democrazia Cristiana            | Sindaco     |      |
| 1985    | 1990      | Romano Belingheri    | Democrazia Cristiana            | Sindaco     |      |
| 1990    | 1995      | Aldo Bettineschi     | Democrazia Cristiana            | Sindaco     |      |
| 1995    | 2004      | Angelo Piantoni      | Lista civica di centro-sinistra | Sindaco     |      |
| 2004    | 2014      | Franco Belingheri    | Lista civica Progetto Colere    | Sindaco     |      |
| 2014    | 2019      | Benedetto Bonomo     | Lista civica                    | Sindaco     |      |
| 2019    | 2020      | Letterio Porto       |                                 | Commissario |      |
| 2020    | in carica | Gabriele Bettineschi | Lista civica Avanti per Colere  | Sindaco     |      |

## Sport

### Sci di discesa
Colere è la principale località sciistica della Valle di Scalve. Le piste di sci di Colere, situate sotto la parete nord della Presolana, si affacciano sulla Valle di Scalve e il Pizzo Camino, coprendo un dislivello di ben 1200 metri e godono di un'esposizione che permette alla neve di mantenere un'ottima qualità durante tutta la stagione. L'auspicato collegamento con la val Seriana (stazione sciistica di Lizzola) potrebbe portare alla creazione di un unico polo turistico con evidenti vantaggi sull'economia di entrambe le valli. Le piste hanno ospitato varie edizioni dei Campionati Italiani Assoluti di Sci Alpino. Nel 2023 sono stati eseguiti dei lavori di rinnovamento della stazione attraverso la sostituzione delle vecchie seggiovie ed il cambio di denominazione a Colere Infinite Mountain.

### Arrampicata
Sulla parete nord della Presolana si sviluppano diverse vie di arrampicata dal IV fino al VIII grado.

### Eventi sportivi
Tra i principali eventi sportivi che hanno interessato il paese, è d'obbligo segnalare l'arrivo della 19ª tappa del Giro d'Italia 2004, il 29 maggio 2004. L'arrivo, posto al Passo della Presolana, ha visto la vittoria di Stefano Garzelli.
Colere ha ospitato anche alcune edizioni dei campionati italiani di sci alpinismo e dal 22 al 25 marzo 2006, si sono svolti i Campionati Italiani di Snow-Board.
Dal 2007 tutti gli anni verso la fine di giugno viene organizzata una gara podistica in salita verso il Rifugio Luigi Albani di circa 5,2 km ma con 900 metri di dislivello.